# Knut Lindh
Knut Lindh (* 1951 in Oslo) ist ein norwegischer Autor, Verleger, Übersetzer und Journalist. Außerdem ist er der Redakteur der norwegischen Ausgabe des Wissenschaftsmagazins National Geographic. Die Romane und Sachbücher, die Knut Lindh bislang verfasste, bezogen sich – zumindest im weitesten Sinne – immer auf die Geschichte Norwegens, wie z. B. sein Buch Wikinger: Die Entdecker Amerikas, das 2000 in Norwegen unter dem Titel Leiv Eiriksson – oppdagelsen av Amerika in Norwegen auf den Markt kam, erschien 2003 auch in Deutschland. Am 14. September 2010 wird das Buch Blodsbrødre in Norwegen veröffentlicht.  
Knut Lindh lebt in seiner Heimatstadt Oslo.

## Werke
- 1984: Østenfor VG og vestenfor Blindern
- 1999: Blomster og blod – roman om det 20. århundret
- 2000: Leiv Eiriksson – oppdagelsen av Amerika (deutsch: Wikinger: Die Entdecker Amerikas, 2003)
- 2004: Leiv Eiriksson oppdager Amerika
- 2006: Adolf Hitler – blod og ære
- 2009: Bokmål-nynorsk skoleordbok
- 2009: Når den døde våkner
- 2009: Barack Obama. Veien til Det hvite hus
- 2010: Bokmål-nynorsk ordbok
- 2010: Blodsbrødre